# 유중 (노애왕)
노애왕 유중(魯哀王 劉仲, ? ~ 22년)은 신나라의 인물이자 후한의 추존 제후왕으로, 전수군 채양현(蔡陽縣) 사람이다. 후한 제무왕 유연의 동생이자 광무제의 형이다. 중(仲)은 자로 추정되며 휘는 불명이다.

## 행적
신 지황 3년(22년) 11월, 형 유연이 전수에서 반란을 일으켰다. 전수대부 진부는 이를 왕망에게 속정 양구사(梁丘賜)와 함께 진압에 나섰고, 유연은 녹림군을 이끌고 싸웠으나 소장안취(小長安聚)에서 대패하였다. 이때 유중은 누나 유원과 함께 추격병에게 살해되었다.
건무 15년(39년), 광무제는 유중을 노애공(魯哀公)으로 추봉하고 제무왕의 차남 노공 유흥을 유중의 집안을 잇게 하였고, 4년 후에는 작위를 왕으로 높였다.

## 출전
- 범엽, 《후한서》
  - 권1하 광무제기 下
  - 권14 종실사왕삼후열전

| 선대 - | 후한의 노왕 (추존) | 후대 (사실상) 양자 유흥 |